# 182 (liczba)
182 (sto osiemdziesiąt dwa) – liczba naturalna następująca po 181 i poprzedzająca 183.

## W matematyce
- 182 jest liczbą Ulama[1]
- 182 jest liczbą sfeniczną[2]
- 182 jest liczbą bezkwadratową[3]
- 182 jest palindromem liczbowym, czyli może być czytana w obu kierunkach, w pozycyjnym systemie liczbowym o bazie 3 (20202) oraz bazie 9 (222)
- 182 należy do pięciu trójek pitagorejskich (70, 168, 182), (120, 182, 218), (182, 624, 650), (182, 1176, 1190), (182, 8280, 8282).

## W nauce
- liczba atomowa unoctbium (niezsyntetyzowany pierwiastek chemiczny)
- galaktyka NGC 182
- planetoida (182) Elsa
- kometa krótkookresowa 182P/LONEOS

## W kalendarzu
182. dniem w roku jest 1 lipca (w latach przestępnych jest to 30 czerwca). Zobacz też co wydarzyło się w roku 182, oraz w roku 182 p.n.e.